# Boogschieten op de Paralympische Zomerspelen 2008

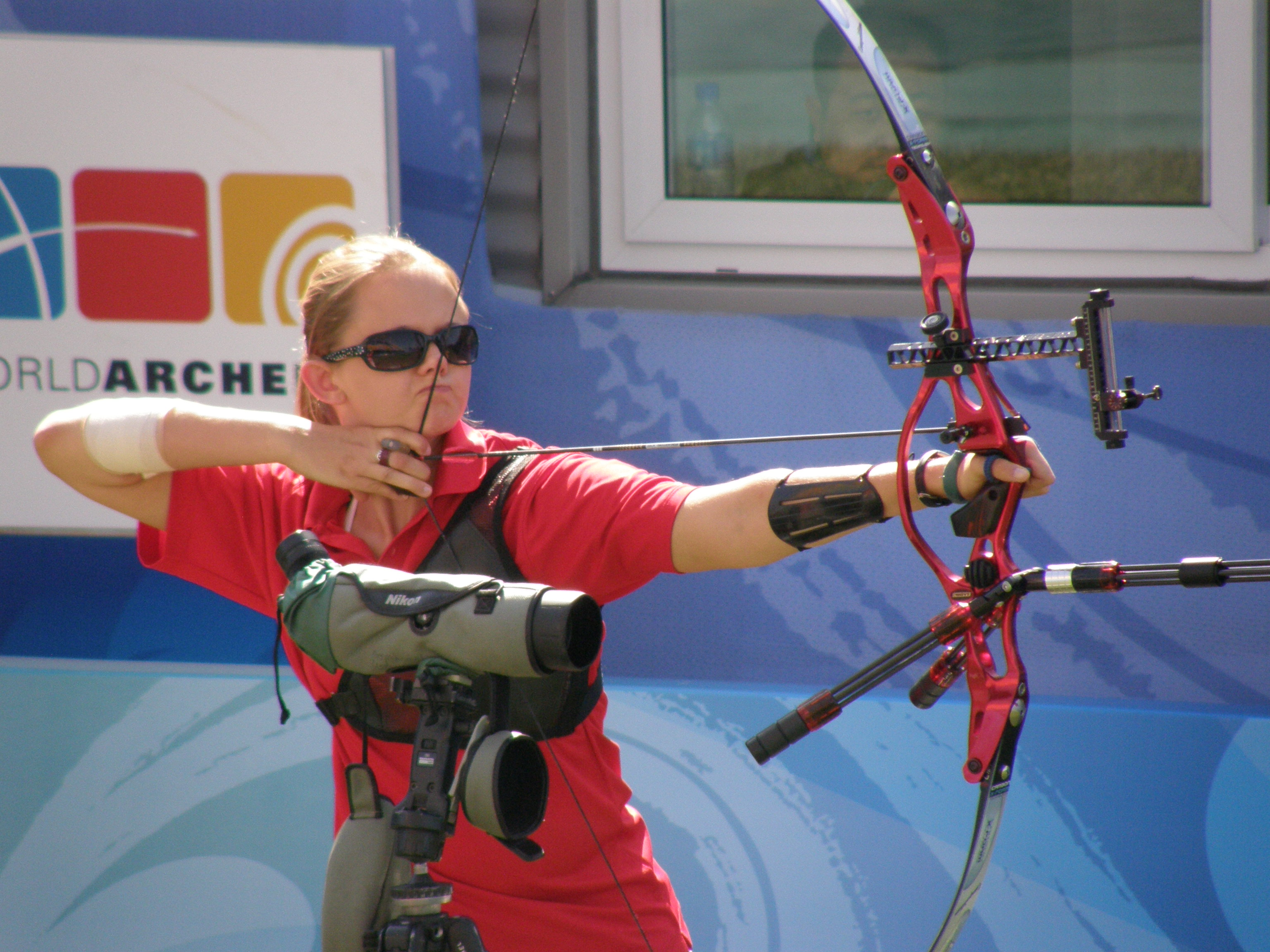
Lindsey Carmichael in actie op de Paralympische Zomerspelen 2008; zij zou uiteindelijk de bronzen medaille winnen

Op de XIIIe Paralympische Spelen die in 2008 werden gehouden in het Chinese Peking was boogschieten een van de 20 sporten die werd beoefend.
In Peking stonden negen evenementen op het programma, twee meer dan op de Spelen van Athene. Nieuw waren de evenementen Vrouwen, compound, open, Mannen, compound, open en Mannen, recurve, W1/W2. Afgevallen is Mannen, compound, W2. Voor Nederland was er één deelnemer, voor België deed er niemand mee aan het boogschieten.

## Mannen

### Teams
| \| Rank \| Land \| Punten \| Schutters \| \| ---- \| ---------- \| ------ \| ---------------------------------------------- \| \| 1 \| Zuid-Korea \| 209 \| Young Joo-Jung Yoon Young-Bae Lee Hong-Gu \| \| 2 \| China \| 206 \| Chen Yegang Cheng Changjie Dong Zhi \| \| 3 \| Italië \| 207 \| Oscar de Pellegrin Mario Esposito Marco Vitale \| |            |        |                                                |
| Rank | Land       | Punten | Schutters                                      |
| 1 | Zuid-Korea | 209    | Young Joo-Jung Yoon Young-Bae Lee Hong-Gu      |
| 2 | China      | 206    | Chen Yegang Cheng Changjie Dong Zhi            |
| 3 | Italië     | 207    | Oscar de Pellegrin Mario Esposito Marco Vitale |

### Individueel
| Klasse         | Punten | land | Goud                  | land | Zilver            | land | Brons           |
| -------------- | ------ | ---- | --------------------- | ---- | ----------------- | ---- | --------------- |
| compound, open | 116    | GBR  | John Stubbs           | ITA  | Alberto Simonelli | SUI  | Philippe Horner |
| Compound W1    | 108    | CZE  | David Drahoninsky     | GBR  | John Cavanagh     | USA  | Jeff Fabry      |
| Recurve staand | 94     | MGL  | Baatarjav Dambadondog | FRA  | Fabrice Meunier   | CHN  | Yegang Chen     |
| Recurve W1/W2  | 108    | CHN  | Changjie Cheng        | ITA  | Marco Vitale      | TPE  | Lung Hui Tseng  |

## Vrouwen

### Teams
| \| Rank \| Land \| Punten \| Schutters \| \| ---- \| ---------- \| ------ \| --------------------------------------------- \| \| 1 \| China \| 205 \| Fu Hongzhi Gao Fangxia Xiao Yanhong \| \| 2 \| Zuid-Korea \| 177 \| Kim Ki-Hee Kim Ran-Sook Lee Hwa-Sook \| \| 3 \| Tsjechië \| 184 \| Miroslava Cerna Lenka Kuncova Marketa Sidkova \| |            |        |                                               |
| Rank | Land       | Punten | Schutters                                     |
| 1 | China      | 205    | Fu Hongzhi Gao Fangxia Xiao Yanhong           |
| 2 | Zuid-Korea | 177    | Kim Ki-Hee Kim Ran-Sook Lee Hwa-Sook          |
| 3 | Tsjechië   | 184    | Miroslava Cerna Lenka Kuncova Marketa Sidkova |

### Individueel
| Klasse         | Punten | land | Goud           | land | Zilver        | land | Brons              |
| -------------- | ------ | ---- | -------------- | ---- | ------------- | ---- | ------------------ |
| compound, open | 112    | GBR  | Danielle Brown | JPN  | Chieko Kamiya | GBR  | Mel Clarke         |
| Recurve staand | 103    | KOR  | Hwa Sook Lee   | CHN  | Fangxia Gao   | USA  | Lindsey Carmichael |
| Recurve W1/W2  | 91     | TUR  | Gizem Girismen | CHN  | Hongzhi Fu    | CHN  | Yanhong Xiao       |

## Uitslagen Nederlandse deelnemers
| Plaats      | Categorie      | Naam                | Punten |
| ----------- | -------------- | ------------------- | ------ |
| Kwartfinale | Recurve staand | Eliane Salden-Otten | 107    |

Atletiek · Bankdrukken · Basketbal · Blindenvoetbal · Boogschieten · Boccia · CP-voetbal · Goalball · Judo · Paardensport · Roeien · Rugby · Schermen · Schietsport · Tafeltennis · Tennis · Volleybal · Wielersport · Zeilen · Zwemmen
Rome 1960 ·
Tokio 1964 ·
Tel Aviv 1968 ·
Heidelberg 1972 ·
Toronto 1976 ·
Arnhem 1980 ·
New York & Stoke Mandeville 1984 ·
Seoel 1988 ·
Barcelona 1992 ·
Atlanta 1996 ·
Sydney 2000 ·
Athene 2004 ·
Peking 2008 ·
Londen 2012 ·
Rio de Janeiro 2016 ·
Tokio 2020 ·
Parijs 2024 ·
Los Angeles 2028